# Parafia Niepokalanego Serca Maryi w Białymstoku
Parafia pw. Niepokalanego Serca Maryi w Białymstoku – rzymskokatolicka parafia należąca dodekanatu Białystok - Dojlidy, archidiecezji białostockiej, metropolii białostockiej. 

## Historia parafii
Parafia została erygowana przez biskupa wileńskiego Jerzego Matulewicza 28 grudnia 1920 na miejscu istniejącej od XVI wieku parafii prawosławnej, od XVII wieku greckokatolickiej i w latach 1839–1920 ponownie prawosławnej. Cmentarz parafialny o powierzchni 6 ha, oddalony jest od kościoła o 0,5 km. W Kurianach, znajduje się drewniana (powiększona staraniem mieszkańców w 1994 r.) kaplica. Msze św. odprawiane są w niedziele.

## Miejsca kultu
- Kościół parafialny pw. Niepokalanego Serca Maryi wybudowany został w latach 1949–1955 według projektu arch. inż. Stanisława Bukowskiego w stylu modernistycznym na miejscu drewnianej cerkwi greckokatolickiej z 1727 (w latach 1839–1918 prawosławnej) rozebranej w latach 40. XX wieku ze względu na budowę obecnego kościoła parafialnego[1][2].

- Kaplica w Kurianach

## Proboszczowie
- ks. Henryk Wojniusz – pierwszy administrator parafii
- ks. Antoni Lewosz – inicjator budowy kościoła
- ks. Stanisław Zdziech – przeprowadził w latach 90. XX wieku generalny remont kościoła i plebanii
- ks. Zbigniew Snarski (od 2011)[3].